# Roger de Harlay
Roger de Harlay, Graf von Cési (* 1615; † 14. März 1669 in Pézenas) war Bischof und Graf von Lodève 1657–1669.

## Leben
Roger de Harlay war der älteste Sohn Philipps von Harlay, Graf von Cési, 1619 bis 1639 französischer Botschafter an der Hohen Pforte. Seine Mutter war Marie de Béthune. Er studierte wahrscheinlich in Paris, wurde aber erst 1656 in Bourges zum Doktor der Theologie promoviert. Er war Kommendatarabt von Saint-Pierre-d’Auxerre, Notre-Dame de Chaalis und Perseigne. 1657 vom König zum Bischof und Grafen von Lodève ernannt, wurde er am 2. Juni 1658 in der Kirche der Feuillanten in Paris von Bischof Ferdinand de Neuville von Chartres zum Bischof geweiht. Am 1. August 1658 legte er in der Kapelle des Schlosses Compiègne den Treueid ab. Schon am 25. August 1658 assistierte er dem Bischof von Saint-Brieuc, Denys de La Barde, bei der Weihe Bonaventure Rousseaus zum Bischof von Caesarea in partibus.
Bischof Harlay begab sich schon bald nach seiner Weihe in seine Diözese, die er in den folgenden Jahren nur für kurze Zeit verließ, z. B. 1662, als er in der Kathedrale von Rieux an der Bischofsweihe von François de Bertier zum Bischof dieser Stadt teilnahm. Im Juli 1665 nahm er an der Nationalversammlung des französischen Klerus teil und assistierte im Anschluss daran bei der Weihe des Pierre-Jean-François Percin de Montgaillard zum Bischof von Saint-Pons. Am 2. Februar 1666 erteilte er in der Privatkapelle des Hôtel de Ventadour in Paris dem aus Lodève stammenden dreizehnjährigen André-Hercule de Fleury, dem späteren Kardinalminister Ludwigs XV., die niederen Weihen.
Nachdem Harlay eine Zuweisung von 8.000 Livres aus der Staatskasse erhalten hatte, machte er sich daran, das in den Religionskriegen zerstörte Bischofspalais neu zu errichten, starb aber darüber am 14. März 1669 in Pézenas, wo er an der Sitzung des Landtages des Languedoc teilnahm. Dort wurde auch, im Beisein des Gouverneurs des Languedoc und ehemaligen Bischofs von Metz, Henri de Bourbon, duc de Verneuil, die Totenmesse abgehalten, bevor die sterblichen Überreste in die Kathedrale von Lodève überführt und dort beigesetzt wurden.
Bischof Harlays Bauprojekt, das neue Bischofspalais, wurde erst siebzig Jahre später von seinem Nachfolger Jean-Georges de Souillac weitergeführt.